# Hister aschanti
Hister aschanti är en skalbaggsart som beskrevs av Schmidt 1889. Hister aschanti ingår i släktet Hister och familjen stumpbaggar. Inga underarter finns listade i Catalogue of Life.